# Zwiozdnaja
Zwiozdnaja (ros. Звёздная) – siedemnasta stacja linii Moskiewsko-Piotrogrodzkiej, znajdującego się w Petersburgu systemu metra.

## Charakterystyka
Stacja Zwiozdnaja została oficjalnie uruchomiona 25 grudnia 1972 roku i jest to stacja metra w której zastosowano system automatycznie rozsuwanych drzwi peronowych. Autorami projektu architektonicznego obecnej postaci stacji są: J. W. Bilinskij (Ю. В. Билинский), G. A. Michajłow (Г. А. Михайлов), G. A. Szychalewa (Г. А. Шихалева), A. S. Gieckin (А. С. Гецкин), W. P. Szuwałowa (В. П. Шувалова) i N. I. Zgod´ko (Н. И. Згодько). Rzeźby i elementy dekoracyjne wykonali natomiast:  E. R. Ozol (Э. Р. Озоль), I. N. Kostiuchin (И. Н. Костюхин) i W. S. Nowikow (В. С. Новиков). Stacja położona jest przy ulicy Zwiozdnej, która nadaje jej nazwę i ulicy Lensowietu. W początkowych planach to właśnie imieniem Lensowietu (Имени Ленсовета) miała być ona ochrzczona. 
Motywem przewodnim w dekoracjach stacji, zgodnie z jej nazwą, jest podbój kosmosu przez człowieka. Ściany wyłożone zostały białym marmurem, nad nimi dekoracje wykonane z aluminium. Sklepienie barwy białej, w formie półkolistej, posadzki wykonane z jasnych płyt. Na jednej ze ścian zawieszono aluminiowe gwiazdy w barwie złota. Na innej ścianie umieszczony został relief, autorstwa W. S. Nowikowa, przedstawiający popiersie Jurija Gagarina w stroju sowieckiego kosmonauty.
Zwiozdnaja położona jest na głębokości 22 metrów. Jest to ostatnia stacja w mieście, w której zastosowano system automatycznie rozsuwanych drzwi peronowych. Ruch pociągów odbywa się tutaj od godziny 5:31 do godziny 0:45 i w tym czasie jest ona dostępna dla pasażerów.